# Nam Gye-u

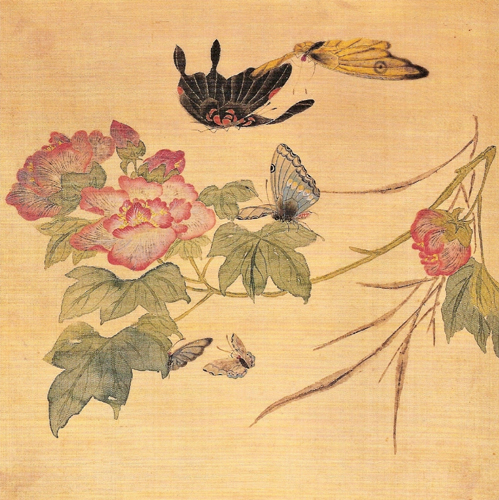
Nam Gye-u
Hangul - 남계우
Hanja - 南啓宇

Nam Gye-u (1811-1888) fue un pintor y un oficial de gobierno a finales del Dinastía Joseon de Corea.

## Galería

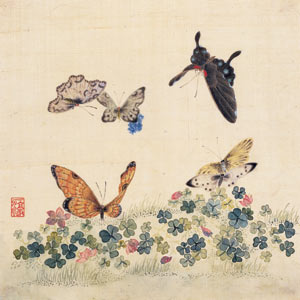
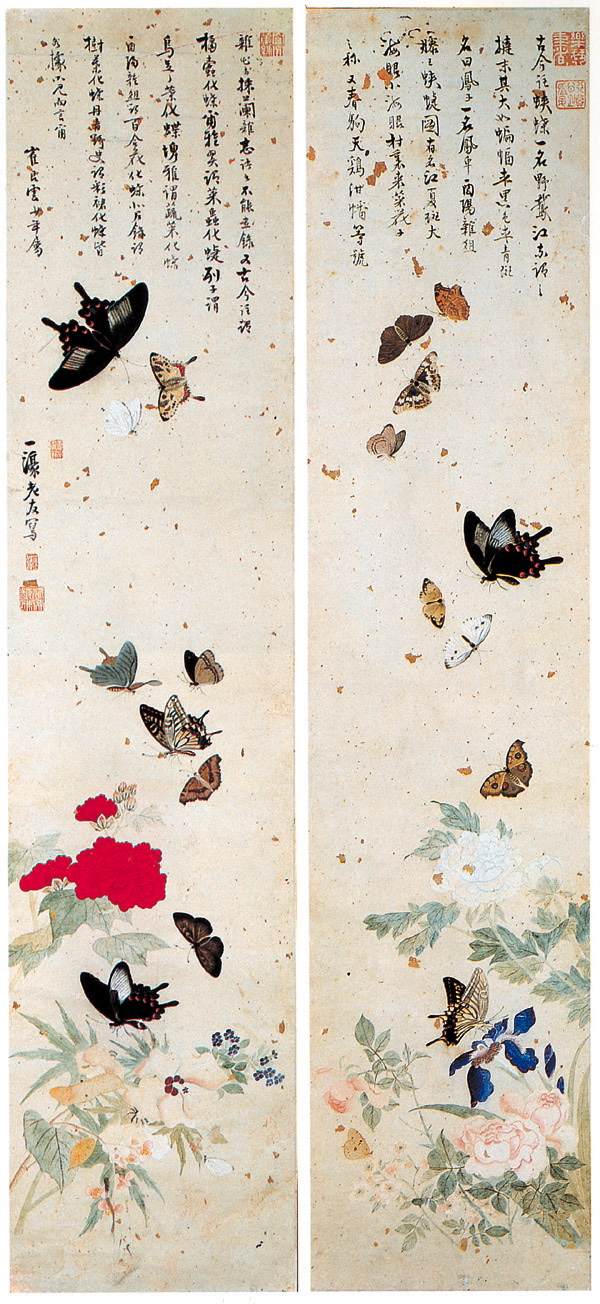
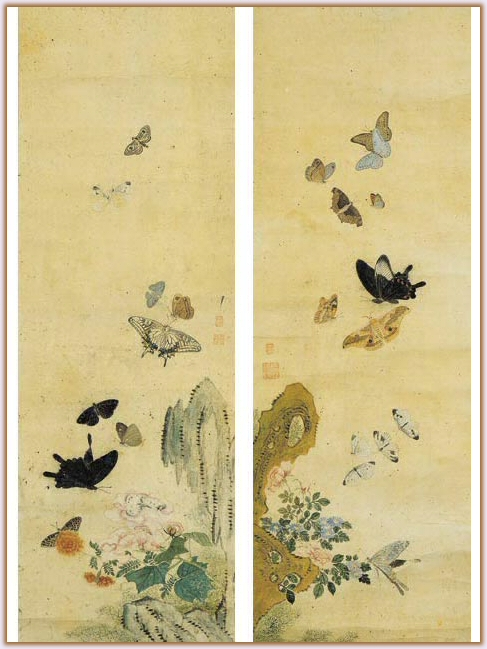